# Spartacus (album)
Pour les articles homonymes, voir Spartacus (homonymie).
Albums de Triumvirat
Illusions on a Double Dimple
(1974) Old Loves Die Hard
(1976)
Singles
Spartacus est le troisième album studio du groupe rock progressif allemand, Triumvirat.

## Historique
Spartacus a été enregistré à Cologne dans les studios d'EMI Electrola en 29 jours entre le 3 février et le 4 mars 1975 et mixé à Londres par Geoff Emerick.
Cet album est un album-concept basé sur l'histoire de Spartacus, un gladiateur thrace qui mena la révolte des esclaves contre l'Empire romain entre 73 et 71 avant Jésus-Christ. Le concept de l'album (y compris la pochette) et les paroles sont du batteur Hans Bathelt.
L'album sortira aux États-Unis sur le label Capitol Records et atteindra la 27e place du Billboard 200. Il aura, outre l'Europe et les États-Unis, un certain succès au Québec, au Brésil et en Argentine. Le groupe tournera en Europe avec Grand Funk Railroad et en Amérique avec Supertramp, Caravan et Nektar entre autres.
À la fin de la tournée américaine, Helmut Köllen annoncera à Los Angeles qu'il quitte le groupe pour poursuivre une carrière solo Malheureusement, le 3 mai 1977, alors qu'il écoutait une cassette de son prochain album solo sur la radio-cassette de sa voiture en marche dans son garage fermé, il a été empoisonné par le monoxide de carbone, il avait tout juste 27 ans.
La réédition en 2002, sera augmentée de deux titres bonus.

## Liste des titres
- Tous les titres sont composés par Jürgen Fritz (musique) et Hans Bathelt (paroles) sauf indications contraires.

1. The Capital of Power (Jürgen Fritz) - 3:13
2. The School of Instant Pain - 6:23
  - Proclamation
  - The Gladiator's Song
  - Roman Entertainment
  - The Battle (Fritz)
3. The Walls of Doom (Fritz) - 3:57
4. The Deadly Dream of Freedom (Bathelt / Helmut Köllen - 3:55
5. The Hazy Shades of Dawn (Fritz) - 3:09
6. The Burning Swords of Capua (Fritz) - 2:41
7. The Sweetest Sound of Liberty (Bathelt / Köllen) - 2:36
8. The March to the Eternal City - 8:48
  - Dusty Road
  - Italian Improvisation
  - First Success
9. Spartacus - 7:39
  - The Superior Force of Rome
  - A Broken Dream (Fritz)
  - The Finale (Fritz)

Chansons bonus (Réédition 2002)
1. The Capital of Power (Enregistré en public à Los Angeles) - 3:17
2. Showstopper (Inédit) (Bathelt) - 3:37

## Musiciens
- Hans-Jürgen Fritz : orgue Hammond, synthétiseur Moog, grand piano, piano électrique, clavinet Hohner, mellotron
- Helmut Köllen : chant, basse, pédales basse Moog Taurus, guitare acoustique.
- Hans Bathelt : batterie, percussions, textes.